# ハーネット郡 (ノースカロライナ州)
ハーネット郡（英: Harnett County）は、アメリカ合衆国ノースカロライナ州の中央部に位置する郡である。2010年国勢調査での人口は114,678人であり、2000年の91,025人から26.0%増加した。郡庁所在地はリリングトン町（人口3,194人）であり、同郡で人口最大の都市はダン市（人口9,263人）である。ハーネット郡はダン小都市圏に属している。
アメリカ合衆国行政管理予算局はハーネット郡をローリー・ダーラム・チャペルヒル広域都市圏に含めており、その都市圏推計人口は2012年時点で1,998,808人となっている。2003年6月6日、行政予算管理局は統計地域を再定義し、長年ローリー・ダーラム・チャペルヒル大都市圏とされていたものを2つの大都市圏に分解したが、現在でも1つの大都市圏として機能している。

## 歴史
ハーネット郡は1855年にカンバーランド郡から分離して設立された。郡名はアメリカ独立戦争時の軍人であり、大陸会議の代議員も務めたコーネリアス・ハーネットに因んで名付けられた。この地域に最初の開拓者が入ってきたのは1720年代半ばであり、その後はスコットランドのハイランド地方からの移民が続いた。スコットランド移民は海岸平原の肥沃な沖積土壌の地よりも丘陵部に入植した。カロデンの戦いでボニー・プリンス・チャールズがイギリス軍に敗れた後、スコットランド移民はケイプフェア川上流に入って、次第にその数を増し、ハーネット郡西部に入植した。イギリス人移民もケイプフェア川岸にそって入植したが、概してアーウィンからウィルミントンまでの海岸部だった。
アメリカ独立戦争時、イギリスに対して二度と武器を取り上げないという鉄の誓いを強制されたスコットランド系アメリカ人は、裏切り者と見なされた。その行動が大陸軍に対抗するイギリス軍を助けたので、公開処刑された者の数も多かった。リリングトンに近いある場所は、「スコットランド人裏切り者」の大量処刑の場所だった。
南北戦争で最終盤の戦闘が、アーウィンに近いアベラズボロで起きた。ウィリアム・シャーマン将軍の北軍が、ウィリアム・J・ハーディ将軍の南軍を破り、東に進んだ。1965年、この戦闘から100周年を戦場跡で祝った。

## 郡政府
ハーネット郡は地域の中部カロライナ自治体委員会のメンバーである。

## 地理
アメリカ合衆国国勢調査局に拠れば、郡域全面積は601平方マイル (1,556.6 km2)であり、このうち陸地595平方マイル (1,541.0 km2)、水域は6平方マイル (15.5 km2)で水域率は1.05%である。

### 郡区
ハーネット郡は13の郡区に分割されている。アンダーソンクリーク、アベラズボロ、バーベキュー、ブラックリバー、バックホーン、デューク、グローブ、ヘクターズクリーク、ジョンソンビル、リリングトン、ニールズクリーク、スチュワーツクリーク、アッパーリトルリバーの各郡区である。

### 隣接する郡
- ウェイク郡 - 北北東
- ジョンストン郡 - 東
- サンプソン郡 - 南東
- カンバーランド郡 - 南
- ムーア郡 - 南西
- リー郡 - 北西
- チャタム郡 - 北北西

## 人口動態
以下は2000年国勢調査による人口統計データである。
| 基礎データ - 人口: 91,025人 - 世帯数: 33,800 世帯 - 家族数: 24,099 家族 - 人口密度: 59人/km2（153人/mi2） - 住居数: 38,605軒 - 住居密度: 25軒/km2（65軒/mi2） 人種別人口構成 - 白人: 71.13% - アフリカン・アメリカン: 22.50% - ネイティブ・アメリカン: 0.87% - アジア人: 0.65% - 太平洋諸島系: 0.07% - その他の人種: 3.21% - 混血: 1.57% - ヒスパニック・ラテン系: 5.86% | 年齢別人口構成 - 18歳未満: 27.0% - 18-24歳: 10.6% - 25-44歳: 32.1% - 45-64歳: 19.9% - 65歳以上: 10.4% - 年齢の中央値: 32歳 - 性比（女性100人あたり男性の人口） - 総人口: 97.4 - 18歳以上: 95.0 世帯と家族（対世帯数） - 18歳未満の子供がいる: 36.0% - 結婚・同居している夫婦: 53.2% - 未婚・離婚・死別女性が世帯主: 13.5% - 非家族世帯: 28.7% - 単身世帯: 23.3% - 65歳以上の老人1人暮らし: 8.5% - 平均構成人数 - 世帯: 2.61人 - 家族: 3.07人 | 収入と家計 - 収入の中央値 - 世帯: 35,105米ドル - 家族: 41,176米ドル - 性別 - 男性: 30,265米ドル - 女性: 22,283米ドル - 人口1人あたり収入: 16,775米ドル - 貧困線以下 - 対人口: 14.9% - 対家族数: 11.3% - 18歳未満: 17.2% - 65歳以上: 19.4% |

## 都市と町

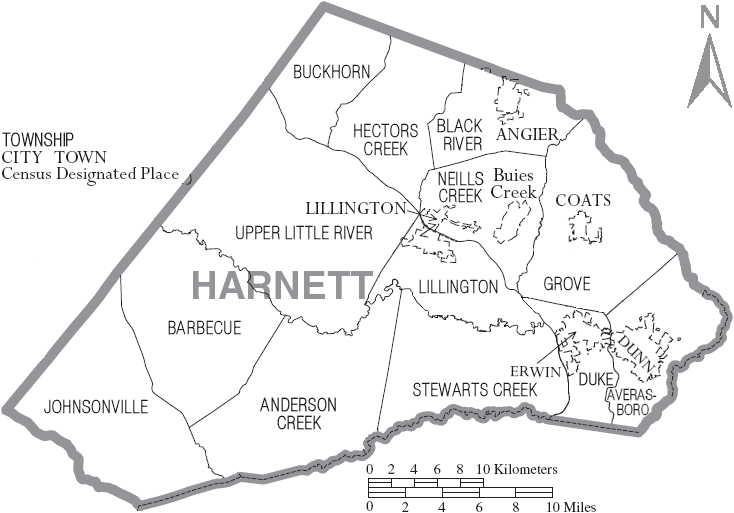
ハーネット郡の自治体と郡区

- アンジャー
- コーツ
- ダン
- アーウィン
- リリングトン - 郡庁所在地

### 未編入の町
| - アンダーソンクリーク - バーベキュー - バークレイズビル - ビューズクリーク - バンレベル | - ケイプフェア - チャリービートスプリングス - コークスベリー - ダンカン - ジョンソンビル | - ハーネット - キプリング - ルアート - ママーズ - オリビア | - オーバーヒルズ - パインビュー - ライズ - セミノール - ショータウン | - スパウトスプリングス - ターリントン |